# Suseł moręgowany
Suseł moręgowany (Spermophilus citellus) – niewielki gryzoń z rodziny wiewiórkowatych zamieszkujący tereny Europy Środkowej i Wschodniej. W Polsce susła moręgowanego uznano za gatunek „zanikły lub prawdopodobnie zanikły” i objęto ścisłą ochroną gatunkową. Od 2005 w województwie opolskim, a od 2008 także w dolnośląskim prowadzi się reintrodukcję gatunku. Susły żyją w koloniach. Cechą charakterystyczną ich trybu życia jest sezonowa zmienność aktywności. W drugiej połowie lata S. citellus przygotowują się do przetrwania zimy i ich dobowa aktywność ulega znacznemu skróceniu, zaś zimę przesypiają w indywidualnych norach. W tym okresie temperatura ich ciała obniża się do 1,8–2,0 °C, a serce znacznie spowalnia swoją pracę.

## Systematyka
Suseł moręgowany po raz pierwszy został opisany przez Linneusza w 1766 jako Mus citellus. W 1816 roku Lorenz Oken użył nazwy rodzajowej Citellus, ale Międzynarodowa Komisja Nomenklatury Zoologicznej anulowała to oznaczenie w 1956 roku. W 1825 roku Frédéric Cuvier włączył gatunek do nowego rodzaju Spermophilus. W obrębie rodzaju Spermophilus odnotowuje się znaczne zróżnicowanie genetyczne zwierząt, które jest skutkiem życia poszczególnych populacji w izolacji od siebie. Niegdyś opisywano osiem podgatunków susła moręgowanego, jednak obecnie wyróżnia się ich cztery:
- S. c. citellus (Linneusz, 1766) – opisany z Austrii
- S. c. gradojevici (V. Martino & E. Martino, 1929[15]) (syn.: Spermophilus macedonicus Fraguedakis-Tsolis & Ondrias, 1977[6]) – pochodzenie okazu typowego: Gewgelija, Macedonia
- S. c. istricus (Calinescu, 1934) – pochodzenie okazu typowego: Muntenia, wschodnia Rumunia
- S. c. martinoi (Peshchev, 1955) – pochodzenie okazu typowego: Rodopy, Bułgaria

Polska populacja susłów moręgowanych należała do podgatunku nominatywnego Spermophilus citellus citellus, występującego w Europie Środkowej (poza Polską także w Austrii, Czechach, na Słowacji, Węgrzech, a niegdyś także w Saksonii).

### Etymologia
Nazwa rodzajowa Spermophilus pochodzi od greckiego słowa „spermatos” oznaczającego nasiono oraz „phileo” – lubić. Łącznie nazwę przetłumaczyć można jako: „lubiący nasiona”. Epitet gatunkowy citellus pochodzi od łacińskiego określenia susła. Polska nazwa „moręgowany” pochodzi od określenia „moręg”, „morąg”. Słowniki podają niejednolite znaczenia: „pręga, smuga na ciemnym tle” lub: „moręg, morąg, pas ciemniejszego koloru, nie tło”, jednak wszystkie wskazują na ubarwienie charakteryzujące się smugami czy też prążkami innego koloru. Ubarwienie futra S. citellus ma taki właśnie charakter.

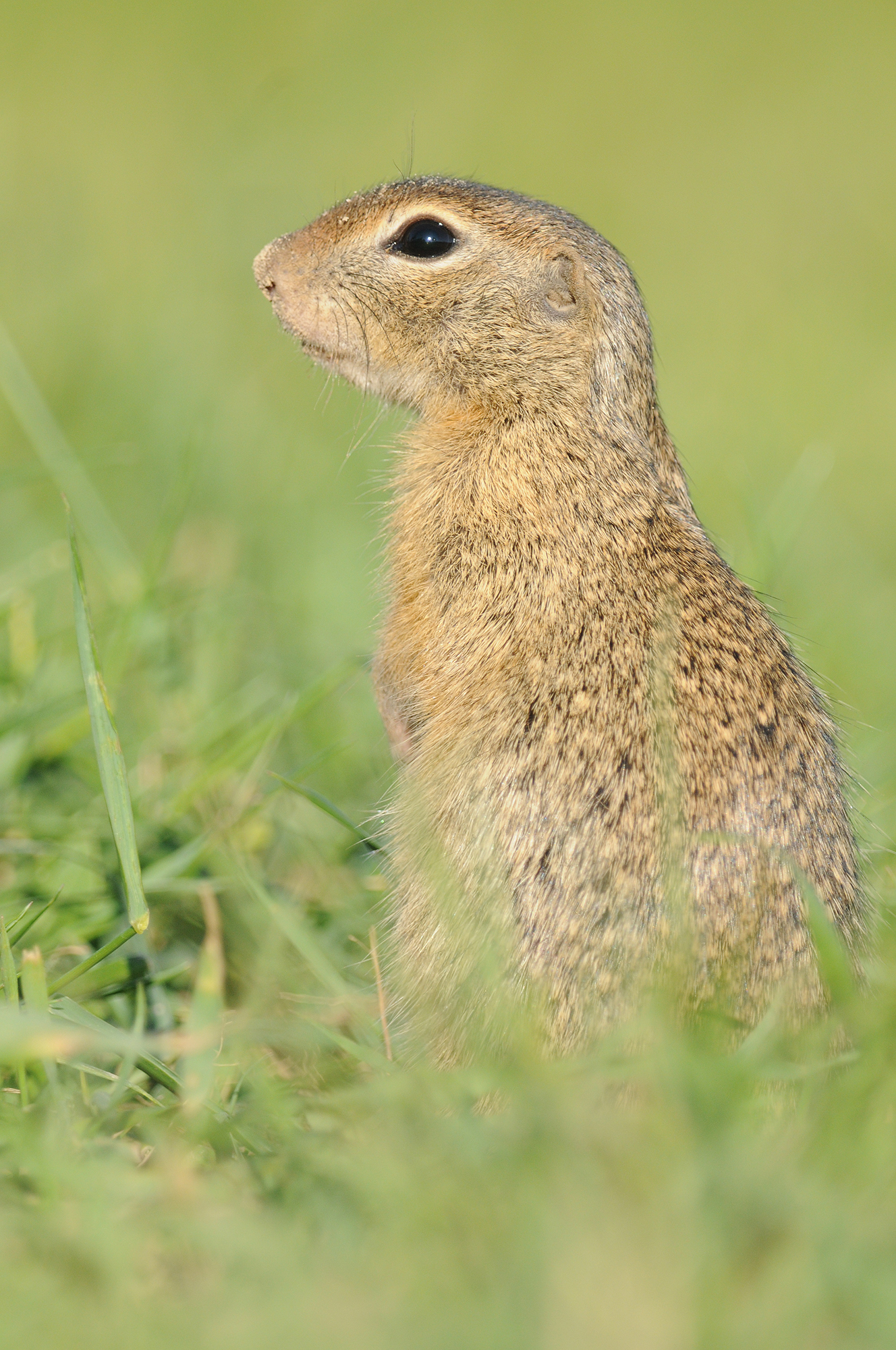

## Morfologia
Suseł moręgowany jest gryzoniem o średniej wielkości. Ciało ma smukłą budowę – przy długości tułowia (wraz z głową) rzędu 19,8–23,2 cm waży tylko 240–340 gramów. Ogon jest puszysty, krótki – o długości 5,5–8,2 cm. Suseł ma krótkie futro, w części grzbietowej barwy żółtawo-szarej, na szyi i klatce piersiowej jasnej, a na brzuchu szaro-rudej. Charakterystyczne wybarwienie suseł moręgowany zawdzięcza gęsto ułożonym, poprzecznym prążkom. Stosunkowo duże, ciemne oczy leżą wysoko na głowie. Uszy są bardzo krótkie, ukryte w futrze. Krótkie łapy, mają płaskie, długie i mocne pazury, pomocne w kopaniu nor. Charakterystyczny wygląd głowy suseł zawdzięcza silnie rozwiniętym workom policzkowym. Wzór zębowy: {\displaystyle {\tfrac {1023}{1013}}}. Jedyną cechą pozwalającą na wzrokowe odróżnienie samca i samicy na odległość jest zróżnicowanie wielkości ciała. Dorosłe samce są większe od samic.

## Tryb życia

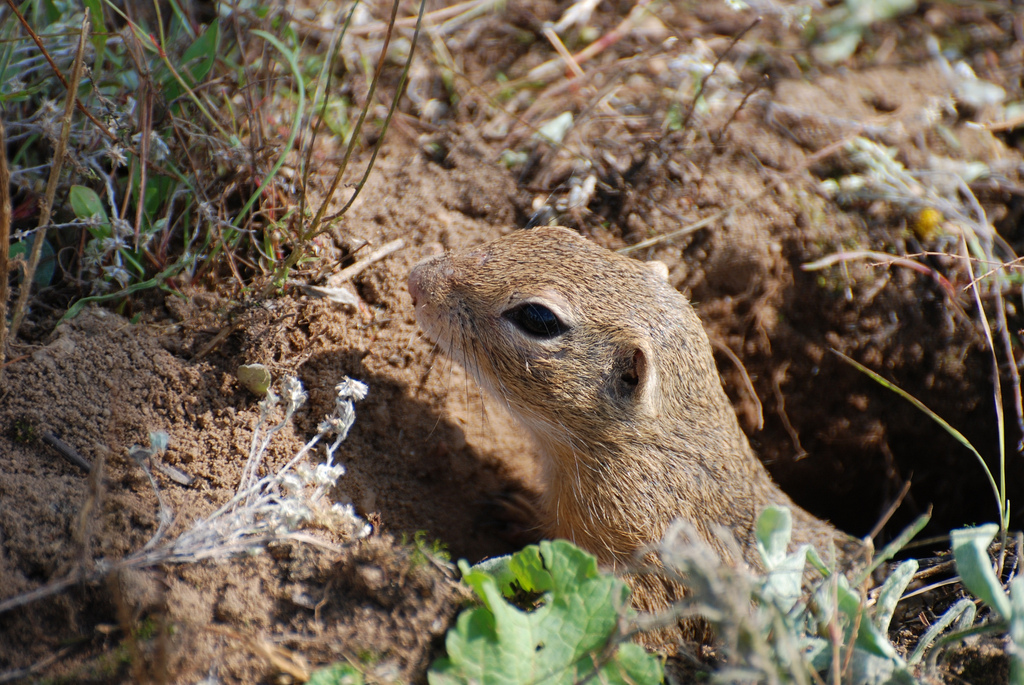
Suseł w wyjściu z nory – Głębowice

Susły są zwierzętami stadnymi. Żyją w rodzinach, które łączą się z kolei w kolonie, które wspólnie zajmują dane siedlisko i wzajemnie ostrzegają się przed niebezpieczeństwami. Kolonie najczęściej liczą od 20–200 osobników, choć zdarzają się także rekordowe populacje o liczebności rzędu kilkudziesięciu tysięcy osobników.
Na terenie Opolszczyzny przeprowadzono badania, które wykazały, że w miocie rodzą się średnio 3 młode. Każdy nowy miot powoduje dwu–trzykrotny wzrost liczebności kolonii. Młode po usamodzielnieniu budują nowe lub zajmują opuszczone nory w promieniu 200–500 metrów od rodzinnego gniazda. Są wtedy najbardziej narażone na niebezpieczeństwo ze strony drapieżników oraz zmian pogodowych (przemoczenie i wychłodzenie).
Susły prowadzą dzienny tryb życia. Aktywność zmniejsza się jesienią, kiedy przygotowują się do przetrwania zimy. Latem susły wykazują aktywność przez około 11 godzin na dobę, a jesienią ulega ona skróceniu już tylko do około 7,3 godziny. Jesienią wejścia do nor zostają od środka zabudowane ziemią i utkane sianem, a na czas od października do marca zwierzęta zapadają w sen zimowy. Hibernują samotnie, każdy w oddzielnej norze. W tym okresie temperatura ich ciała obniża się do 1,8–2,0 °C, a serce spowalnia swoją pracę – do kilku razy na minutę. Podczas hibernacji organizm susła korzysta z zapasów tłuszczu zgromadzonego latem i jesienią. Co 3–20 dni suseł przebudza się na krótko. Podczas tych krótkich przerw w hibernacji zużywa 90% zmagazynowanego w ciele tłuszczu.
W stanie hibernacji susły spędzają większą część swojego życia. Jest to cecha wspólna dla gatunków rodzaju Spermophilus. Samice Spermophilus citellus hibernują jednak dłużej niż samce. Wcześniej zapadają w zimowy sen, a na wiosnę budzą się znacznie później niż samce. Tym samym zimą tracą więcej masy ciała od swoich partnerów. Sam proces hibernacji i jego czas trwania jest znacznie zróżnicowany w obrębie gatunku Spermophilus citellus.
Susły lubią w ciepłe dni wylegiwać się w słońcu, najlepiej w pobliżu wejścia do swojej nory. Często zamierają w pozycji wyprostowanej – stojąc „słupkiem”. W ten sposób łatwiej mogą zauważyć zbliżające się niebezpieczeństwo. Podczas krótkotrwałych letnich ochłodzeń suseł potrafi zasnąć na kilka dni i przeczekać ten okres.

### Cykl życiowy

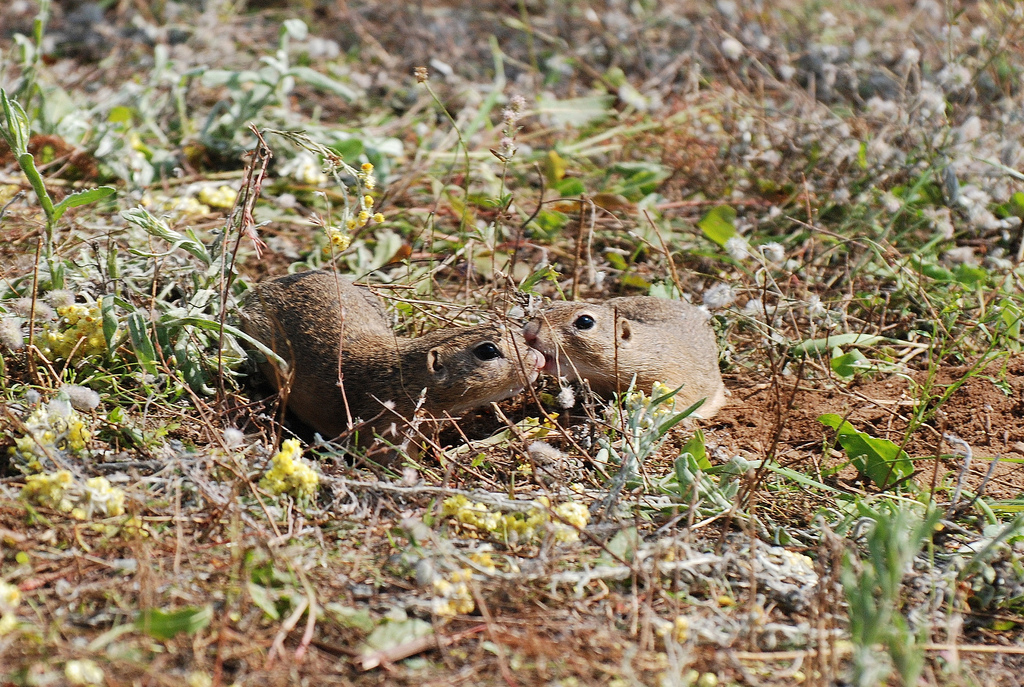
Młode susły moręgowane w kolonii w Głębowicach

Najpierw ze snu budzą się samce, a później samice. Przed godami samce starają się utrzymywać kontakt z jak największą liczbą samic. Badania przeprowadzone w okolicach Wiednia wykazały, że 43% samców z danej kolonii zapłodniło 80% samic. Ruja ma miejsce tylko jeden raz w roku. Samce współzawodniczą wówczas w wyszukiwaniu partnerek. Samice susła moręgowanego przyjmują jednak zaloty tylko jednego samca, co odróżnia je od innych gatunków rodzaju Spermophilus. Zdobyta partnerka jest pilnowana przez samca, by nie zbliżył się do niej rywal. Na widok przeciwnika samiec stroszy sierść i stoi w pozycji wyprostowanej z naprężonym ogonem, by sylwetką przestraszyć zalotnika. Czasem jednak dochodzi do bezpośredniej walki.
Po zakończeniu okresu godowego (kwiecień–maj), który zwykle trwa około 20–25 dni, samce tracą zainteresowanie partnerkami – nie biorą udziału w wychowywaniu młodych. Tylko wyjątkowo samce, którym nie udało się zdobyć i zapłodnić zbyt wielu partnerek, pomagają w pogłębianiu nory i przygotowywaniu miejsca do porodu. W norze przygotowanej dla młodych samiec nigdy nie nocuje.
Ciąża trwa 25–26 dni, choć niektórzy zoolodzy podają okres 28 dni. Samica rodzi od 3–8 młodych lub 6–8 młodych, tylko 1 raz w roku. Liczba embrionów może być bardzo zmienna w poszczególnych sezonach i w różnych rejonach geograficznych. Badania przeprowadzone na Opolszczyźnie wykazały, że w miocie rodzą się średnio 3 młode. Są nagie i ślepe. Okres karmienia młodych przez samicę trwa do 6 tygodni. Młode susły opuszczają rodzinną norę zwykle koło połowy czerwca. Wówczas masa ciała młodych obu płci jest podobna, ale jesienią samce są już wyraźnie większe od samic. Dojrzałość płciową susły osiągają dopiero na wiosnę następnego roku.
Suseł moręgowany żyje do 5 lat.

### Głos
Susły porozumiewają się ze sobą za pomocą mruczących i wibrujących dźwięków. Wydają dwa różne typy dźwięków ostrzegawczych: jeden o niemodulowanej częstotliwości i drugi – modulowany. Suseł, który zauważy niebezpieczeństwo, wydaje niemodulowany gwizd ostrzegawczy, który budzi czujność innych członków stada. Zwykle susły stają wówczas w pozycji wyprostowanej. Dźwięk modulowany jest sygnałem do ucieczki i schronienia się w norze.

## Rozmieszczenie geograficzne
Spermophilus citellus zamieszkuje tereny Europy Środkowej i Wschodniej: od północnej części Austrii, przez Czechy, Słowację, Węgry, Mołdawię, północną Serbię i Czarnogórę, Macedonię, Grecję, Bułgarię, Rumunię, zachodnią Ukrainę i europejską część Turcji. Od 2005 roku gatunek jest reintrodukowany na terenie południowo-zachodniej Polski, gdzie zaniknął na początku lat 70. XX wieku. Zoolodzy w przeszłości wskazywali także na występowanie gatunku w Azji Mniejszej i Syrii. W południowo-wschodnich Niemczech i Chorwacji gatunek jest uznany za wymarły.

## Ekologia
Suseł moręgowany żywi się głównie zielonymi częściami roślin i nasionami. Czasami zjada także owady – chrząszcze, świerszcze i motyle. Wyjątkowo posila się także jajami i pisklętami ptaków z naziemnych gniazd. W niewoli również żywi się zielonymi częściami roślin i ziarnami. Lubi nasiona dyni i słonecznika.
Naturalnymi wrogami susła są polujące na niego drapieżniki: tchórz zwyczajny, łasica pospolita, lis rudy, kot domowy oraz niektóre gatunki ptaków drapieżnych. Pasożytuje na nim pchła ludzka i pchła Nosopsyllus fasciatus oraz kleszcz Ixodes laguri.

### Siedlisko

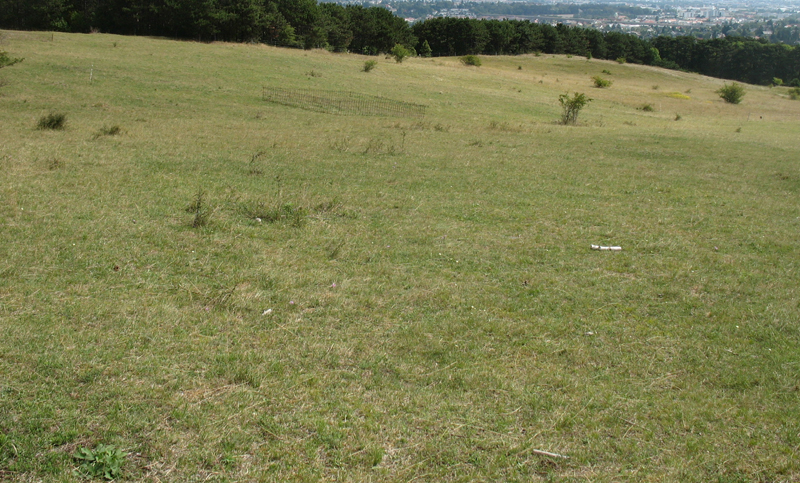
Stanowisko występowania susła w austriackim Perchtoldsdorf

Spermophilus citellus prowadzi naziemny tryb życia. Zamieszkuje nizinne i wyżynne tereny otwarte – głównie ugory, suche, kamieniste łąki, pastwiska, skarpy, nasłonecznione pagórki i stepy. Spotyka się go także na drogach i miedzach śródpolnych. Chęnie wybiera tereny o glebach bielicowych lub brunatnych i rędzinach, natomiast unika terenów wilgotnych i lasów. W Polsce suseł moręgowany zakładał kolonie na terenach dawnych kopalni wapienia i na piaszczystych nieużytkach. Chętnie lokował się w pobliżu pól uprawnych – szczególnie w porze dojrzewania zbóż. Lubi tereny o niskiej roślinności, bowiem łatwiej mu wtedy wypatrywać niebezpieczeństwa.
Susły kopią rozległe nory. Każdy osobnik kopie swój własny system korytarzy, który może mieć nawet około 8 m długości i sięgać 2–2,5 m pod powierzchnię ziemi. Ciąg korytarzy składa się zwykle z ukośnych korytarzy wejściowych i krótkich, pionowych korytarzy awaryjnych. Nory budowane przez samice są głębsze i wyposażone w komorę z szerokim barłogiem, dobrze wymoszczonym sianem, przeznaczonym na okres porodu i czas wychowywania młodych. Głębokość wykopanej nory zapewnia także lepszą izolację termiczną, a tym samym pozwala samicy na mniejszy wydatek energetyczny podczas snu zimowego.

## Znaczenie gospodarcze

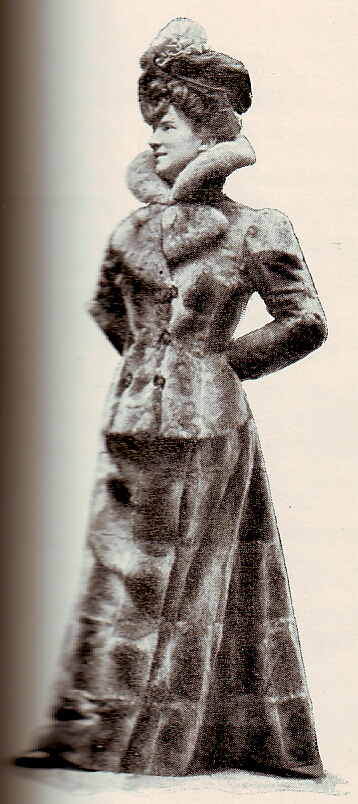
Futra z susła były poszukiwanym towarem – fotografia z przełomu XIX i XX wieku

Suseł moręgowany może być szkodnikiem upraw, szczególnie zbóż. Jednak liczebność populacji jest tak mała, że zagrożenie praktycznie nie występuje.
Futra susłów były w przeszłości używane w przemyśle futrzarskim. Pierwsze zapisy na temat wykorzystywania znaleźć można w „Opisie obyczajów za czasów Augusta III” Jędrzeja Kitowicza. Autor opisuje, że kontusze bywały podbijane na zimę „popielicami, królikami, pupkami, susłami, kunami i sobolami...”. Jeszcze w latach 60. XX wieku futra z susła były cenionym surowcem w polskim przemyśle futrzarskim.

## Zagrożenia i ochrona

### Wymieranie populacji
Spermophilus citellus jest obecnie gatunkiem zagrożonym. W 1985 roku gatunek został uznany w Niemczech za wymarły – za przyczynę ich wyginięcia uznano intensywne zalesianie nieużytków. W Polsce po wyginięciu całej populacji susła moręgowanego w latach 70. XX wieku podjęto próby reintrodukcji gatunku. We wszystkich współczesnych europejskich lokalizacjach następuje sukcesywne zmniejszanie się populacji. W optymalnych warunkach życia susła gęstość występowania na danym terenie waha się w przedziale od 18 do 48 osobników na 1 ha, ale są spotykane populacje znacznie zubożone, w których ten współczynnik zawiera się w przedziale 5–14 osobników/ha. Liczebność całej populacji w Rumunii szacowana jest na 15 tys. Jedynie w Dobrudży odnotowano wzrost wielkości populacji – liczba susłów wzrosła tam po 1989 roku, co jest wiązane z porzuceniem intensyfikacji upraw po transformacji ustrojowej. W Grecji wyginęły populacje obu występujących tutaj podgatunków: S. citellus macedonicus oraz S. citellus graolojenici. W rejonie bułgarskiej Sofii ze zinwentaryzowanych przed 1985 rokiem 39 lokalizacji występowania susła moręgowanego odnotowano najpierw spadek do 15 kolonii, ale w czasie badań przeprowadzanych w latach 2005–2006 odnaleziono tam już tylko 9 zamieszkałych lokalizacji, z których większość zinwentaryzowano w okolicy małej wsi Żelawa. W Czechach ze zinwentaryzowanych w 1995 roku 83 lokalizacji S. citellus zoolodzy prowadzący kolejne badania w latach 2000–2001 odnaleźli już tylko 26 z nich. W 2006 roku populację susła moręgowanego oszacowano w Czechach tylko na 2750 osobników.
Na Słowacji jeszcze w połowie XX w. suseł moręgowany występował pospolicie, zwłaszcza w południowej części kraju, na nizinach i w niższych położeniach podgórskich. W drugiej połowie tego stulecia jego liczebność zaczęła drastycznie spadać, zwłaszcza na skutek zmian form gospodarki rolnej i intensyfikacji rolnictwa. Obecnie w tym kraju S. citellus występuje jedynie w kilku izolowanych populacjach. Największa z nich znajduje się w miejscu zwanym Biele vody na terenie wsi Muráň u południowych podnóży Płaskowyżu Murańskiego. Powstała w 2000 r. dzięki osobnikom przeniesionym tu z terenu lotniska Koszyce, na którym planowano kompleksową deratyzację. Tereny kolonii utrzymywane są w dobrym stanie dzięki prowadzonym tu wypasom bydła i osłów. Maksymalną liczebność (ok. 4 tys. osobników) populacja ta osiągnęła w 2019 r. Największym zagrożeniem są dla niej ulewne deszcze i powodzie, które potrafią zmniejszyć liczebność kolonii nawet o 80%.

### Występowanie susła moręgowanego w Polsce
Historycznie Spermophilus citellus osiągnął na terenach dzisiejszej Polski swój północny skraj występowania. W drugiej połowie XIX wieku odnotowywano liczne populacje na Śląsku. Gatunek dość powszechnie występował w administracyjnych granicach Wrocławia i w okolicy Przemkowa. W 1900 roku odnotowano istnienie populacji w okolicy Żagania i Głogowa. Było to najdalej na północ wysunięte stanowisko susła moręgowanego. W tym samym okresie zarejestrowano kolonie na Górnym Śląsku: w Popielawie, Mysłowicach, Łabędach i Świbiu. Zaporę do rozprzestrzeniania się gatunku w kierunku północnym stanowiły kompleksy leśne.
Największa znana historyczna kolonia susła moręgowanego w XIX wieku zamieszkiwała teren poligonu wojskowego w Łambinowicach koło Niemodlina. Zwierząt było na tyle dużo, że w latach 80. przyznawano nagrody pieniężne za zabicie susła.
W XX wieku polskie populacje susła moręgowanego znacznie zmalały. W latach 1922–1924 susły były już dość rzadko spotykane w rejencji opolskiej. Wyjątkiem była populacja w okolicy Strzelec Opolskich, ale już w 1938 roku odnotowano tam tylko 10 kolonii. W największej z nich, zlokalizowanej w Tarnowie Opolskim, zinwentaryzowano tylko od 60 do 70 nor, a w sześciu innych koloniach – w Kamieniu Śląskim, Kamionku, Poznowicach, Gogolinie, Żyrowej i w Centawie – od około 30 do 60 nor.
Najwcześniej, bo około 1944 roku, susły moręgowane wyginęły pod Środą Śląską, Ziębicami, Wrocławiem i Zieloną Górą. Najwięcej kolonii susła wymarło w okresie pomiędzy wybuchem II wojny światowej a rokiem 1962. W 1964 roku Spermophilus citellus występował na Górnym Śląsku już tylko w 25 miejscach, a cała polska populacja liczyła około 60 tysięcy osobników. Największa kolonia susła zajmowała około 300 ha pastwiska – dawnego lotniska wojskowego leżącego między Nakłem a Izbickiem – na którym suseł moręgowany miał optymalne warunki życia. Niestety – w 1973 roku zinwentaryzowano łącznie już tylko sześć kolonii. Największa, leżąca koło Kamienia Śląskiego, liczyła kilka tysięcy osobników. Podczas badań w roku 1983 nie odnaleziono już na tym terenie żadnych śladów życia susła moręgowanego.

#### Przyczyny wymierania gatunku w Polsce
Główną przyczyną wymierania susła w Polsce była likwidacja dużych obszarów pastwisk i ugorów, a także fragmentacja krajobrazu i przerwanie korytarzy ekologicznych. Na niektórych stanowiskach susły zostały wytępione w wyniku celowej działalności człowieka.
Kolonia koło Nakła wyginęła po zaoraniu pastwiska, prawdopodobnie w 1966 roku. Ostatnie zwierzęta, które szukały schronienia na niezaoranych fragmentach pastwiska, widziano jeszcze w lipcu 1967 roku. Żyjąca w rejonie Gogolina liczna kolonia, zajmująca około 40 ha terenu, została wytępiona w ciągu zaledwie kilku lat – między 1960 a 1967 rokiem. Tereny, na których żyły susły, zaorano z początkiem lat 60., a w roku 1967 nie odnaleziono już ani jednego susła. W Ligocie Dolnej koło Gogolina teren dawnego lotniska zaorano około roku 1975. Później nie widziano już tam susłów. W latach 70. w Kamieniu Śląskim utwardzono murawę lotniska. W 1983 roku nie znaleziono już śladów populacji, która jeszcze w 1973 liczyła kilka tysięcy osobników. W podobnych okolicznościach wyginęły pozostałe znane polskie populacje.

#### Reintrodukcja
Program przywracania susłów moręgowanych w środowisku naturalnym w Polsce jest realizowany przez Polskie Towarzystwo Ochrony Przyrody „Salamandra” we współpracy ze Stowarzyszeniem Ochrony Przyrody BIOS w Opolu, Polskim Towarzystwem Przyjaciół Przyrody „pro Natura” we Wrocławiu i ogrodami zoologicznymi w Poznaniu i Opolu – gdzie prowadzone są hodowle ex situ. W roku 2004 do Nowego Zoo w Poznaniu sprowadzono do hodowli w celu reintrodukcji pierwsze 9 susłów moręgowanych z ogrodu zoologicznego w Bernie w Szwajcarii (stado hodowlane pochodzi z Węgier), a następnie 32 osobniki odłowione na lotnisku Budakeszi pod Budapesztem. W roku 2005 sprowadzono 102 susły schwytane na międzynarodowym lotnisku Ferihegy w Budapeszcie, a w roku 2007 ok. 30 osobników pochodzących z międzynarodowego lotniska w Bratysławie. W lipcu 2011 roku kolejne 54 susły moręgowane, odłowione na lotnisku pod Bratysławą, trafiły do opolskiego zoo.
W 2005 roku 79 susłów – w tym część przywiezionych zwierząt i ich potomstwo – wypuszczono na wolność. Pierwszym stanowiskiem reintrodukcji była łąka między Kamieniem Śląskim a Kamionkiem w województwie opolskim, czyli rejon, gdzie najdłużej zachowała się silna populacja tego gatunku. Susły wypuszczono najpierw do trzech dużych wolier, aby mogły się spokojnie zaaklimatyzować. Po krótkim czasie zwierzęta zaczęły się podkopywać pod ogrodzeniem wolier i już w sierpniu tego roku można było zobaczyć pierwsze osobniki na wolności. W 2006 roku w tym samym miejscu wypuszczono kolejną grupę 100 susłów. Od tego też roku na tym stanowisku obserwowano pojawianie się urodzonego na wolności potomstwa wypuszczonych wcześniej susłów. Badania monitoringowe w roku 2012 wykazały na tym stanowisku już ponad 770 czynnych nor.
W 2008 roku rozpoczęto reintrodukcję w województwie dolnośląskim – w Głębowicach k. Trzcinicy Wołowskiej, a w 2010 także w Jakubowie Lubińskim na terenie Przemkowskiego Parku Krajobrazowego. Wszystkie trzy obszary występowania susłów moręgowanych są chronione w ramach sieci Natura 2000, ale tylko obszar „Kamień Śląski” został utworzony specjalnie dla ochrony tego gatunku. W 2013 roku rozpoczęto zasiedlanie kolejnego stanowiska w Rościsławicach (woj. dolnośląskie), na łące leżącej poza obszarami chronionymi.

### Ochrona gatunku w Polsce
W Polsce S. citellus jest objęty ścisłą ochroną gatunkową. W załączniku do Rozporządzenia Ministra Środowiska w sprawie gatunków dziko występujących zwierząt objętych ochroną przy nazwie tych zwierząt zaznaczono, że jego ochrona ma pierwszeństwo przed wszelkimi potrzebami gospodarczymi, a gatunek wymaga ochrony czynnej. Zgodnie z zapisami tzw. dyrektywy siedliskowej Unii Europejskiej suseł moręgowany nie tylko podlega ochronie gatunkowej, ale jego siedliska należy też chronić w ramach Europejskiej Sieci Ekologicznej NATURA 2000.
W wydanej w 1992 roku „Polskiej czerwonej księdze zwierząt” status susła
moręgowanego określono jako „wymarły lub skrajnie nieliczny w jedynej w kraju ostoi reliktowej na Opolszczyźnie, która leży na północnej granicy zasięgu gatunku”. W wydaniu z 2001 roku S. citellus zaliczono do kategorii zagrożenia EXP (Extinct in Poland) – gatunek zanikły lub prawdopodobnie zanikły.